# Anselme-François de Tour et Taxis
Anselme-François de Tour et Taxis (30 janvier 1681 – 8 novembre 1739) est le deuxième prince de Tour et Taxis, maître de poste général du Reichpost impérial et chef de la maison de Tour et Taxis du 21 février 1714 jusqu'à sa mort le 8 novembre 1739.

## Jeunesse
Anselme-François est l'aîné des enfants d'Eugène Alexandre, 1er prince de Tour et Taxis, et de son épouse, la princesse Anne-Adelheid de Fürstenberg-Heiligenberg. Sa date de naissance est inconnue, mais Anselme-François est baptisé le 30 janvier 1681 en l'église Notre-Dame du Sablon de Bruxelles.

## Maître général des postes
À l'époque de son père, au début de la guerre de Succession d'Espagne, l'administration de la poste impériale est transférée de Bruxelles à Francfort-sur-le-Main. À la mort de son père, Anselme-François est nommé maître de poste par Charles VI en 1715 et retourne dans la maison familiale à Bruxelles, mais la ville n'a plus d'importance pour la poste impériale. Il retourne donc à Francfort en 1724, où il achète un terrain sur lequel il entame en 1729 la construction du palais baroque Tour et Taxis (de). En 1725, il loue le système postal des Pays-Bas autrichiens en tant que fief des Habsbourg. Son déménagement à Francfort s'étale sur plusieurs années, car le conseil municipal a des objections et la construction de son palais prend du temps. À partir de 1737, il vit dans son palais encore inachevé de Francfort, mais revient en 1739 à Bruxelles, où il meurt inopinément.

## Mariage et famille
Anselme-François épouse le 10 janvier 1703 la princesse tchèque Maria Ludovika Anna Franziska de Lobkowicz, fille de Ferdinand Auguste Léopold, prince de Lobkowicz, duc de Sagan, et de sa femme, la margravine Marie-Anne-Wilhelmine de Baden-Baden. Anselme-François et Maria Ludovika ont quatre enfants :
- Alexandre-Ferdinand de Tour et Taxis (de) (1704–1773)
- Philippine Éléonore Marie de Tour et Taxis (1705–1706)
- Marie-Auguste de Tour et Taxis (1706–1756)
- Christian-Adam-Égon de Tour et Taxis (1710–1745)

## Postier dans le domaine des télécommunications
Anselme-François de Tour et Taxis est en relation avec le maître de poste français Louis-Léon Pajot, installé à l'hôtel de Villeroy à Paris. Si le réseau de la poste impériale de Tour et Taxis couvre les territoires des Habsbourgs, il n'a pas accès à celui des Bourbons. Louis-Léon Pajot est à la tête des opérations postales Pajot & Rouillé et dispose d'une solide infrastructure dans les territoires français des Bourbons. Pajot est un confident de Louis XIV qui apprécie l'efficacité du service postal de Pajot & Rouillé. Louis XIV meurt en 1715.
Le 21 mai 1738, une décision de Louis XV et de son ministre des finances, le cardinal Fleury, met brutalement un terme à la Compagnie française des postes. Au petit matin, la police interrompt toutes activités. La fin soudaine de la poste de Pajot & Rouillé impressionne fortement Anselme-François,,, car il craint de subir le même sort.
L'histoire s'est transmise de génération en génération. En 1867, 129 ans plus tard, l'État prussien met fin à la poste de Tour et Taxis, mais, contrairement à Louis XV, verse une importante indemnité de 3 000 000 de thalers.
En 1952, Johannes, 11e prince de Tour et Taxis, hérite de ce qui reste de la fortune postale. En mai 1986, à Paris, il montre le bâtiment de la Poste encore existant à un jeune étudiant.

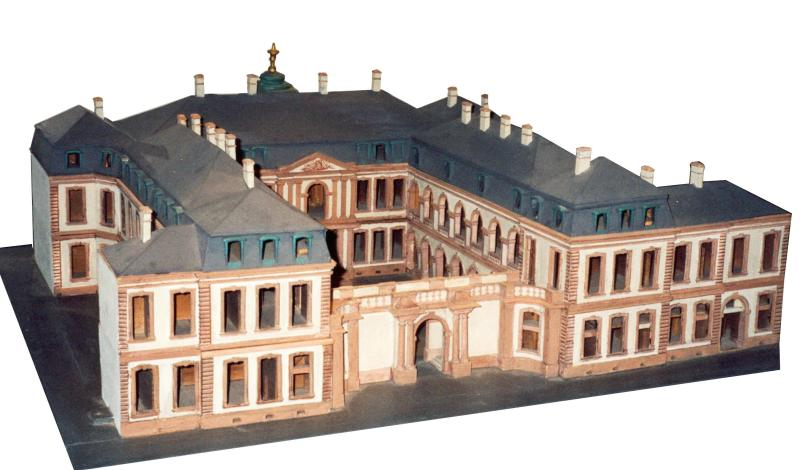
Maquette du Palais Thurn und Taxis d'origine

Il a pour idée de relancer certaines activités de télécommunications dans le vieux bâtiment qui n'a pratiquement pas changé depuis l'époque des services postaux. Les anciens sièges postaux de sa famille, les Palais Thurn und Taxis (de) de Bruxelles et Francfort ont en revanche été détruits.
Selon Johannes, « l'esprit des télécommunications est resté dans les vieux murs » de l'hôtel particulier du 9-11, rue des Déchargeurs à Paris.
Avec l'aide de Tour et Taxis, l'étudiant ouvre une petite boutique de téléphonie en tant que « projet test », aujourd'hui : la Crémerie n°2 de Paris à quelques mètres de l'hôtel de Villeroy, 249 ans après la fin des opérations postales. Johannes décède le 14 novembre 1990.
Avec l'arrivée d'Internet en 1993, le projet « test » se transforme en une société mondiale d'édition d'annuaires Internet et en un musée de la Crémerie de Paris installés dans le bâtiment historique.
Attiré par ce lieu inhabituel des télécommunications, de grandes entreprises technologiques comme Amazon ou Microsoft  viennent désormais y organiser des expositions de marques ou des lancements de produits.
Pour rappeler l'histoire des PTT, Anselme-François, son cor postal et la Tour Eiffel font partie du logo des pages blanches de plus de 50 pays,, toutes éditées depuis l'ancien bâtiment de la Poste à Paris.

## Distinctions
- Chevalier de l'Ordre de la Toison d'or